# Henzada
Henzada (ou Hinthada) est une ville de Birmanie (Myanmar) située au Nord-Est de la Région d'Ayeyarwady. En 1983, l'aire urbaine d'Henzada comptait 311 336 habitants.
Située sur la berge occidentale du principal bras du delta de l'Irrawaddy, elle possède un port fluvial important pour l'exportation du riz et des céréales cultivées sur place. Elle abrite une université.

## District de Henzada
Henzada est aussi le centre d'un des cinq districts et d'une des 25 municipalités de l'état.

## Climat
Henzada est dans une zone de climat de savane.